# Dubai Frame
Le Dubaï  Frame (arabe: الإطار دبي) est un projet architectural imaginé et conçu par Fernando Donis. Le design, qui s'apparente à un cadre photo, a été choisi, comme le lauréat du prix international 2009 ThyssenKrupp Elevator, parmi 926 propositions. Les participants du monde entier ont été invités à soumettre un emblème qui favoriserait «le nouveau visage de Dubaï». C'est un projet en cours de réalisation à Dubaï, près de la Porte Étoile du Parc Zabeel pour une hauteur de 150 mètres. Il est positionné de telle sorte que les repères représentatifs du Dubaï moderne peuvent être vus d'un côté, tandis que de l'autre côté, les visiteurs peuvent admirer le patrimoine plus historique de la ville.[réf. nécessaire]
Le site sera desservi par la station de métro Al Jafiliya, via la Ligne Rouge, ainsi qu'une station de TaxiDrone. Debut 2017, l'architecte et la municipalité de Dubaï sont engagés dans un litige juridique sur la propriété des droits du bâtiment.